# Boudu salvato dalle acque
Boudu salvato dalle acque (Boudu sauvé des eaux) è un film del 1932 diretto da Jean Renoir.
Il personaggio principale è interpretato da Michel Simon; il soggetto è tratto da una pièce teatrale di René Fauchois, a sua volta debitrice dell'atto unico Il coraggio di Augusto Novelli, rappresentato a Firenze nel marzo 1912, che ispirerà l'omonimo film con Totò e Gino Cervi.

## Trama
A Parigi Boudu è un clochard che decide di uccidersi gettandosi nelle acque della Senna, ma viene salvato da un libraio che lo conduce a casa sua offrendogli conforto, combattendo anche contro l'iniziale resistenza della moglie e della domestica, a causa del comportamento rozzo e ben poco civile del nuovo arrivato.
Boudu però non avrà particolare riguardo per l'uomo a cui deve la vita e non si farà scappare l'occasione di far valere le sue doti di seduttore con le due donne di casa.

## Produzione
Renoir racconta: «Il film successivo a La Chienne lo devo a Michel Simon. Pensavamo entrambi che la commedia di Fauchois Boudu sauvé des eaux potesse fornire una magnifica ispirazione per un film. [...] Quel ruolo di barbone irriducibile sembrava essere stato concepito apposta per quell'attore geniale. Grazie alla reputazione di Michel Simon venne garantito il finanziamento del film».

### Riprese
«Tutte le scene nelle vie di Parigi sono state "rubate", girate con un teleobiettivo che inseguiva un irriconoscibile Simon tra gente ignara».

## Accoglienza
Renoir continua a raccontare: «Il successo fu superiore alle nostre speranze. Il pubblico reagì con un misto di risa e furori. […] In una scena in cui Boudu si scrostava le scarpe con un copriletto di seta, gli spettatori, soprattutto le donne emettevano grida furiose, ma venivano immediatamente conquistati dalla stramberia della situazione e degli interpreti».

### Critica
- François Truffaut[3]:

«Tutti gli aggettivi che evocano il riso possono essere impiegati per Boudu: comico, buffo, burlesco, strabiliante. Il tema di Boudu è quello del vagabondaggio, della tentazione di passare da una classe all'altra, l'importanza del naturale e il personaggio di Boudu è quello di un hippy ante-litteram».
- Carlo Felice Venegoni[4]:

«Il personaggio di Boudu è la deliziosa figura di un uomo libero nel senso più ampio e provocatorio del termine. […] È il simbolo di una concezione naturalistica della vita, dell'attaccamento ai piaceri semplici e sensuali dell'esistenza, ma anche dell'insofferenza per ogni vincolo astratto. Personifica insomma la porzione anarchica di Renoir che in questo film raggiunge la sua punta estrema»
- Paolo Mereghetti:

«ritratto al vetriolo del perbenismo piccoloborghese... strepitoso Michel Simon» *** 

## Remake
- 1986: Su e giù per Beverly Hills (Down and out in Beverly Hills) di Paul Mazursky
- 2004: Boudu di Gérard Jugnot, sceneggiatura di Philippe Lopes-Curval e attore protagonista Gérard Depardieu